# David Andersen (Basketballspieler)
David Emil Andersen (* 23. Juni 1980 in Carlton, Melbourne) ist ein ehemaliger australisch-dänischer Basketballspieler. Andersen ist 2,13 Meter groß und lief meist als Power Forward oder Center auf. Er gewann in seiner Laufbahn 22 Titel (Meisterschaft, Pokal und Supercup).
Er war von 1999 bis 2017 Mitglied der australischen Nationalmannschaft und nahm an vier Olympischen Sommerspielen teil. Der Sohn eines dänischen Vaters und einer englischen Mutter besitzt neben der australischen auch die dänische Staatsbürgerschaft, so dass er in europäischen Ligen als EU-Inländer zählte.

## Vereinskarriere
Nach den Anfängen bei den Wollongong Hawks in der NBL wechselte Andersen 1999 nach Europa. Bis 2003 stand er in Diensten von Kinder Bologna und gewann mit diesem Verein 2001 die italienische Meisterschaft sowie die Euroleague. Für Montepaschi Siena spielte er ein Jahr, er wurde erneut italienischer Meister, wobei er als wertvollster Spieler der Finalserie ausgezeichnet wurde, und erreichte das Final Four der EuroLeague. Zwei weitere Siege in diesem Wettbewerb (2006 – am Final Four konnte er verletzungsbedingt nicht teilnehmen –, 2008) sowie eine Finalteilnahme (2007) feierte er mit ZSKA Moskau, wo er bis 2008 unter Vertrag stand und außerdem in jedem Jahr die russische Meisterschaft gewann. Zudem wurde Andersen 2005 ins All Euroleague First Team gewählt. In der Saison 2005/06 erreichte er den besten Punkteschnitt (14,8 Punkte/Spiel) seiner Euroleague-Zeit, den er auch später nicht überbot. 2008 folgte ein Wechsel nach Spanien zum FC Barcelona.
Am 15. Juli 2009 wurde bekannt, dass die Houston Rockets die NBA-Rechte an Andersen erworben hatten, nachdem er schon 2002 von den Atlanta Hawks im Draftverfahren ausgewählt worden war. Die Texaner nahmen ihn im Sommer 2009 unter Vertrag. 2010 folgte ein Wechsel innerhalb der NBA zu den Toronto Raptors, die Andersen aber bereits im November desselben Jahres an die New Orleans Hornets abgaben. Insgesamt bestritt der Australier 103 NBA-Spiele (4,9 Punkte/Spiel).
2011 kehrte er nach Europa zurück und unterschrieb einen Vertrag bei Montepaschi Siena. Am 16. August 2012 gab Fenerbahçe Ülker seine Verpflichtung für zwei Jahre bekannt. Nach dem Gewinn des nationalen Pokalwettbewerbs 2013 schied man jedoch in der Meisterschaft bereits in der ersten Play-off-Runde aus. Der neue Trainer Željko Obradović verzichtete anschließend auf die Dienste von Andersen, und dieser unterzeichnete schließlich Ende Januar 2014 einen Vertrag beim französischen Vizemeister Illkirch-Graffenstaden Basket aus Straßburg, der jedoch bereits aus der EuroLeague 2013/14 ausgeschieden war. Zur folgenden Spielzeit schloss er sich dem Ligakonkurrenten ASVEL Lyon-Villeurbanne an, wo er bis 2016 spielte. In der Saison 2015/16 errang der Australier mit ASVEL den französischen Meistertitel.
Hernach ging Andersen nach Australien zurück, war später aber noch zweimal in Frankreich tätig. 2018 und 2021 gewann er mit Melbourne den Meistertitel in der NBL.

## Nationalmannschaftskarriere
Andersen spielte in verschiedenen Jugendauswahlen Australiens und wurde beim Albert-Schweitzer-Turnier 1998 als wertvollster Spieler ausgezeichnet. Er gab 2003 seinen Einstand in der A-Nationalmannschaft, nahm mit ihr an den Olympischen Spielen 2004, 2008, 2012 sowie 2016 teil und gehörte auch bei den Weltmeisterschaften 2010 und 2014 zur australischen Auswahl. Seinen besten Olympia-Punkteschnitt erreichte Andersen bei den Spielen 2012 (12 Punkte/Spiel).

## Erfolge als Spieler
- EuroLeague-Sieger: 2001, 2006, 2008
- Italienischer Meister: 2001, 2004, 2012
- Italienischer Pokalsieger: 2001, 2002, 2012
- Italienischer Supercup-Sieger 2011
- Spanischer Meister: 2009
- Russischer Meister: 2005, 2006, 2007, 2008
- Russischer Pokalsieger: 2005, 2006, 2007
- Türkischer Pokalsieger: 2013
- Französischer Meister: 2016
- Meister der NBL: 2018, 2021

## Auszeichnungen
- All-EuroLeague First Team: 2005
- Bester Spieler der Endspiele um die italienische Meisterschaft: 2004
- Bester Spieler des italienischen Pokalwettbewerbs: 2012
- Bester Spieler des türkischen Pokalendspiels: 2013
- Bester Spieler des Albert-Schweitzer-Turniers 1998

## Funktionär
Ende Oktober 2021 gab Andersen seinen Rücktritt als Leistungssportler bekannt, er wurde Mitarbeiter der Liga NBL und als solcher für die Beziehungen zwischen der Ligaleitung und den Spielern sowie für Sonderaufgaben zuständig.